# Руусканен, Антти
А́нтти Хе́рманни Ру́усканен (фин. Antti Hermanni Ruuskanen; род. 21 февраля 1984, Пиелавеси, Финляндия) — финский легкоатлет, специализирующийся в метании копья; серебряный призёр Олимпийских игр в Лондоне (2012), член сборной Финляндии на летних Олимпийских играх 2016 года.

## Биография
Родился 21 февраля 1984 года в Пиелавеси, в Финляндии.
На Олимпийских играх 2012 года показал 3-й результат (84,12 м), принеся команде Финляндии вторую бронзовую медаль.
В 2014 году на Чемпионате Европы по лёгкой атлетике с результатом 88,01 м завоевал золотую медаль.
В 2016 году на Чемпионате Европы по лёгкой атлетике с результатом 82,44 м завоевал бронзовую медаль.